# タゾメリン
タゾメリン(Tazomeline)は、ムスカリン性アセチルコリン受容体の非選択的アゴニストとして作用する薬剤である。アルツハイマー病や統合失調症で見られる認知障害の治療に対する臨床試験が行われているが、未知の理由により、開発は停止しているらしい。